# Selnica
Selnica è un comune della Croazia di 3 442 abitanti della Regione del Međimurje.